# Schönbusch Open 2013
Lo Schönbusch Open 2013 è stato un torneo di tennis facente parte della categoria ITF Women's Circuit nell'ambito dell'ITF Women's Circuit 2013. Il torneo si è giocato a Aschaffenburg in Germania dall'8 al 14 luglio 2013 su campi in terra rossa e aveva un montepremi di $25,000.

## Vincitrici

### Singolare
Maša Zec Peškirič ha battuto in finale  Dalila Jakupovič con il punteggio di 6–4, 6–4

### Doppio
Demi Schuurs /  Eva Wacanno hanno battuto in finale  Carolin Daniels /  Laura Schäder con il punteggio di 7–5, 1–6, [14–12]